# 社長外遊記
『社長外遊記』（しゃちょうがいゆうき）は、1963年4月28日に東宝系で公開された日本映画。カラー。東宝スコープ。副題は『3 gentl'S in Hawaii』（スリー・ジェントルズ・イン・ハワイ）。劇場公開時の同時上映作品は『五十万人の遺産』。

## 概要
『社長シリーズ』第18作。本作より監督は、シリーズ中心監督の松林宗恵が森繁久彌最終作『続・社長学ABC』まで担当する。
本作と次作『続・社長外遊記』は、『社長洋行記』正続（監督：杉江敏男）以来の海外ロケを行っており、当時まだ「夢の島」だったハワイで長期ロケを敢行している。この時期は『ハワイの若大将』（監督：福田純）や、『ホノルル・東京・香港』（監督：千葉泰樹）の両作品も、同時にロケが進行されていた。
なお本作・次作の社長一家は、5人の娘がいるという設定になっているが、これはシリーズ最多記録である。

## スタッフ
- 製作：藤本真澄、角田健一郎
- 脚本：笠原良三
- 監督：松林宗恵
- 撮影：鈴木斌
- 編集：岩下広一
- 照明：石井長四郎
- 美術：村木忍
- 録音：斉藤昭
- 音楽：神津善行
- 編集：岩下広一
- 助監督：錦織正信
- スチール：吉崎松雄
- 協力：パン・アメリカン航空

## 出演者
- 風間圭之助（「丸急デパート」社長）：森繁久彌
- 風間幸子（圭之助の妻）：久慈あさみ
- 風間めぐみ（風間家長女）：中真千子
- 風間ひろみ（同次女）：桜井浩子
- 風間はるみ（同三女）：岡田可愛
- 風間末子（同四女）：相原ふさ子
- 風間留子（同五女）：上原ゆかり
- 大島源太郎（「丸急デパート」常務）：加東大介
- 中村宏（同秘書課長）：小林桂樹
- 中村みね（宏の母）：英百合子
- 珍田文治郎（「丸急デパート」第一営業部長）：三木のり平
- ジョージ沖津（ハワイの雑貨店店長。日系三世）：フランキー堺
- 会田春江（「丸急デパート」社内放送係）：藤山陽子
- 会田君子（春江の母）：一の宮あつ子
- 麻耶子（バーのマダム）：草笛光子
- 紀代子（「さくら亭」のマダム）：新珠三千代
- キャサリン岡田（ジョージの店の店員。日系三世）：ハヌナ節子
- 水谷（「福助屋デパート」社長）：河津清三郎
- 女店員：瓜生登代子
- ネクタイを買う客：宮田洋容
- 年増芸者：武智豊子
- スチューワーデス : 若林映子
- 関田裕

## 同時上映
『五十万人の遺産』
- 脚本：菊島隆三／監督・主演：三船敏郎／宝塚映画・三船プロ作品。